# Угез-Елга
Угез-Елга (тат. Үгез-Елга) — деревня в Арском районе Республики Татарстан, в составе Шушмабашского сельского поселения.

## География
Деревня находится на реке Шошма, в 40 км к северу от города Арск.

## История
Деревня упоминается в первоисточниках с 1678 года. 
В сословном плане, до 1860-х годов жители деревни числились государственными крестьянами. 
Административно деревня относилась к Казанскому уезду Казанской губернии, позже к Балтасинскому и Арскому районам Татарстана.